# Lewisova in Clarkova odprava
Odprava Lewisa in Clarka je bila odprava Meriwetherja Lewisa (1774–1809) in Williama Clarka (1770–1838), dveh mož, ki ju je izbral predsednik Združenih držav Amerike Thomas Jefferson, da raziščeta ozemlje nakup ozemlja Louisiane, ki ga je država pravkar kupila od Francoske prve republike leta 1803 (to ozemlje je obsegalo velik del današnje osrednje in zahodne Združene države Amerike). Leta 1804 sta zapustila St. Louis, Missouri in vodila skupino 33 ljudi. Skupina je leta 1806 dosegla Tihi ocean, si na poti ogledala velik del zahoda in zapisala, kar so videli. Na poti se je skupini pridružila domorodna ženska iz plemena Šošoni z imenom Sacagawea, ki jim je pomagala pri vodenju in prevajanju. Po njihovem raziskovanju je Lewis postal guverner ozemlja Zgornje Louisiane, Clark pa guverner ozemlja Missourija. Edina oseba, ki je umrla na potovanju, je bil narednik Charles Floyd ml. Umrl je 20. avgusta 1804 zaradi griže. Za Združene države Amerike je bila to zelo uspešna odprava.

## 1803
| Datum        | Dogodek |
| ------------ | --- |
| 18. januar   | Predsednik Jefferson pošlje tajno sporočilo Kongresu ZDA in predlaga ekspedicijo na severozahod Pacifika. |
| 22. februar  | Predstavniški dom Združenih držav Amerike in Senat odobrita Jeffersonovo zahtevo. |
| 15. marec    | Lewis potuje v vojaški arzenal v Harper's Ferry, Virginija (kasneje Zahodna Virginija), da bi nabavil orožje in strelivo za ekspedicijo.                                                                                                 |
| 19. april    | Lewis prispe v Lancaster, Pensilvanija, kjer preučuje uporabo sekstanta in kronometra za nebesno navigacijo. |
| 30. april    | James Madison, državni sekretar in Robert R. Livingston, ameriški minister v Franciji, dosežeta dogovor o nakupu ozemlja Louisiane od Francije za $15 milijonov dolarjev.                                                                |
| 14. maj      | Lewis zapusti Lancaster in potuje v Philadelphio, da bi študiral medicino, anatomijo in botaniko pri vodilnih strokovnjakih tistega časa. Med tritedenskim bivanjem kupi zaloge in opremo ter darila za Indijance, ki naj bi jih srečal. |
| 19. junij    | Lewis piše Williamu Clarku in ga vabi k sovodstvu ekspedicije. |
| 20. junij    | Predsednik Jefferson pošlje Lewisu navodila za raziskovanje ozemlja Louisiane. |
| 4. julij     | Predlagana pogodba o nakupu Louisiane je objavljena v Washingtonu, D.C.. |
| 15. julij    | Lewis prispe v Pittsburgh, Pensilvanija, da bi nadzoroval gradnjo 55 ft (17 m) čolna s kobilico z 32 ft (9,8 m) jamborom in klopmi za 22 veslačev. Kupi tudi pirogo dolgo več kot 40 ft (12 m).                                          |
| 18. julij    | Clark piše Lewisu in sprejme njegovo povabilo. |
| 31. avgust   | Po več kot mesecu zamud je čoln s kobilico dokončan in takoj naložen. Z enajstčlansko posadko se Lewis odpravi po reki Ohio. |
| 1. september | Lewis dokumentira prvi dan potovanja, s čimer se začnejo Dnevniki odprave Lewisa in Clarka. |
| 15. oktober  | Lewis se sreča s Clarkom v Clarksville, Indiana. Clarka spremlja njegov črnec suženj z imenom York. V naslednjih dveh tednih izberejo devet civilistov izmed prostovoljcev.                                                              |
| 20. oktober  | Ameriški senat ratificira pogodbo za nakup Louisiane. |
| 15. november | Medtem ko korpus tabori na sotočju Ohia in reke Mississippi, Lewis in Clark vadita določanje zemljepisne dolžine in zemljepisne širine z uporabo svojih geodetskih instrumentov.                                                         |
| 28. november | Ekspedicija prispe na postajo ameriške vojske v Kaskaskii, Illinois, kjer rekrutirajo več moških. |
| 6. december  | Lewis potuje na konju v St. Louis, Missouri v današnjem Missouriju z namenom, da bi zimo preživel z nabavo več zalog. |
| 12. december | Clark prispe na mesto zimskega tabora odprave na reki Mississippi nad St. Louisom v Illinoisu. Gradnja "Camp Dubois" se začne naslednji dan.                                                                                             |
| 20. december | Francija prenese ozemlje Louisiane ZDA, ki ga prevzame 30. decembra. |

## 1804
| Datum        | Dogodek |
| ------------ | --- |
| 9. marec     | Lewis se udeleži slovesnosti v St. Louisu, kjer je priča formalnemu prenosu novega ozemlja ZDA. |
| 26. marec    | Na svoje grenko razočaranje Lewis izve, da je bila Clarkova komisija odobrena, vendar kot poročnik in ne kot stotnik. Kljub razliki v činu, dejstvu, ki je bilo moškim prikrito, sta si poveljstvo delila enakovredno skozi celotno odpravo.                                                                            |
| marec 29     | Vojaka Shields in John Colter sta sojena zaradi upora po pretepu, v katerem sta grozila naredniku Ordwayu. Njuna prošnja za odpustitev je sprejeta. |
| 31. marec    | Lewis in Clark priredita slovesnost, na kateri uradno sprejmeta 25 novincev v Korpus. Pet drugih moških je določenih, da se vrnejo s čolnom naslednjo pomlad, preden "stalna skupina" prečka Skalno gorovje. |
| 7. april     | Lewis in Clark potujeta v St. Louis z kanujem, da bi se udeležila večerje in plesa. |
| 14. maj      | Korpus odkritja (Corps of Discovery) zapusti Camp Dubois pod Clarkovim poveljstvom, njegova posadka šteje več kot 40 mož. |
| 16. maj      | Dosežejo St. Charles, Missouri na reki Missouri, da bi počakali na Lewisovo vrnitev iz St. Louisa. |
| 17. maj      | Vojaki Collins, Hall in Werner so pred vojaškim sodiščem zaradi dezertacije. Collins, ki je obsojen dodatnih obtožb, prejme 50 udarcev z bičem. Drugima dvema je kazen 25 udarcev z bičem odložena. |
| 21. maj      | Z Lewisom in Clarkom na čelu se Korpus vkrca na čoln in dve pirogi. Med 2.300 mi (3.700 km) dolgo potjo do Skalnega gorovja se moški borijo proti toku Missourija. Medtem, ko jadra pomagajo, ko so vetrovi ugodni, večino napredka dosežejo z veslanjem in potiskanjem ali vlečenjem močno naloženega čolna.           |
| 25. maj      | Približno 50 mi (80 km) od St. Charlesa, skupina prečka La Charette, najzahodnejše evro-ameriško naselje na Missouriju. |
| 26. junij    | Ekspedicija se utabori na Kaw Point blizu sotočja Missourija z reko Kansas v današnjem Kansasu, 400 mi (645 km) po reki v njihovem potovanje. Kot previdnostni ukrep proti morebitnemu napadu plemena Kansa v regiji, moški zgradijo začasno obrambo, sicer pa preživijo več dni počivajoč in popravljajoč svoje čolne. |
| 29. junij    | Med bivanjem Korpusa v Kaw Pointu je bil vojak Collins obsojen na vojaškem sodišču zaradi kraje viskija med stražarsko dolžnostjo. Njegova kazen je huda, 100 udarcev z bičem. Vojak Hall, ki je bil sojen zaradi pitja s Collinsom, prejme 50 udarcev z bičem.                                                         |
| 4. julij     | V čast dnevu neodvisnosti (Združene države Amerike) Lewis in Clark poimenujeta Independence Creek blizu današnjega Atchisona v Kansasu. |
| 11. julij    | Korpus vstopi v današnjo Nebrasko. Vojak Willard je bil ujet med spanjem na straži, kar je bil smrtni prekršek. Naslednji dan je bil obsojen na 100 udarcev z bičem v štirih bičanjih. |
| 21. julij    | Ekspedicija doseže sotočje reke Platte v Nebraski, 640 milj od St. Louisa. |
| 30. julij    | Korpus tabori blizu današnjega Fort Calhouna v Nebraski, na hribu, ki ga poimenujejo Council Bluff. |
| 3. avgust    | Lewis in Clark se srečata v Council Bluffu s poglavarji plemen Oto in Missouri. Čeprav si poglavarji želijo orožje bolj kot simbolična darila, je bil prvi poskus diplomacije Korpusa večinoma uspešen. |
| 4. avgust    | Skupina odide, vendar vojak Reed dezertira. Dva dni kasneje kapetana določita, da je treba Reeda pripeljati nazaj živega ali mrtvega. |
| 18. avgust   | Reed je ujet in vrnjen na sojenje. Poleg tega, da je bil obsojen na bičanje, pri katerem je moral štirikrat preteči špalir, je bil Reed izključen iz Korpusa. Ker bi izgon v divjino pomenil smrtno obsodbo, mu je bilo dovoljeno ostati z ekspedicijo čez zimo.                                                        |
| 20. avgust   | Narednik Floyd umre, verjetno zaradi pretrganega slepiča. Je edina žrtev dvoletne ekspedicije. |
| 26. avgust   | Moški izvolijo vojaka Gassa za narednika. Vojak Shannon, najmlajši član Korpusa, se izgubi med iskanjem konj, ki so jih ukradli Indijanci. |
| August 27    | Korpus postavi tabor na ozemlju plemena Yankton Sioux na nebraški strani reke Missouri blizu izliva reke James River v South Dakota. |
| August 30    | Lewis in Clark se pogovarjata z Yanktoni, ki želijo puške in viski. Namesto tega je pleme povabljeno, da pošlje delegacijo na srečanje z Velikim belim očetom v Washingtonu, D.C. |
| September 11 | Vojak Shannon je najden na bregu Missourija, stradajoč in brez streliva, potem ko je bil izgubljen 16 dni. |
| September 20 | Dosežejo Big Bend reke Missourija v osrednji Južni Dakoti, skoraj 1.300 mi (2.090 km) od izhodišča. |
| September 25 | Orožje je izvlečeno v spopadu z Lakota Sioux blizu današnjega Pierre, South Dakota. Starešina poglavar Black Buffalo diplomatsko posreduje in prepreči prelivanje krvi. |
| October 13   | Vojak Newman je obsojen zaradi uporniškega govora in izključen. Kot pri vojaku Reedu mu je dovoljeno ostati z odpravo do pomladi. |
| October 24   | Korpus doseže indijansko ozemlje plemena Mandan blizu današnjega Washburn, North Dakota. V naslednjih nekaj dneh se srečajo s poglavarji Mandanov in Hidatsa ter začnejo iskati lokacijo za zimsko utrdbo. |
| November 2   | Izbrana je lokacija za njihovo zimsko utrdbo čez reko od glavne vasi Mandanov. Tabor poimenujejo Fort Mandan v čast plemenu. Začne se gradnja. |
| November 4   | Toussaint Charbonneau, francoski trgovec s krznom, ki živi z Mandani, je najet kot tolmač. Najeta je tudi ena od Charbonneaujevih žena, noseča 16-letna plemena Lemhi Šošoni po imenu Sacagawea. |
| December 24  | Fort Mandan je dokončan. |
| December 25  | Korpus praznuje Božič s posebno hrano, rumom in plesom. |

## 1805
| Datum        | Dogodek |
| ------------ | --- |
| 9. februar   | Vojak Howard se po temi vrne in prepleza zid utrdbe, namesto da bi prosil stražarja, naj odpre vrata. Indijanec to po naključju vidi in sam prepleza zid. V zadnjem disciplinskem sojenju odprave je Howard obtožen kršitve varnosti in obsojen na 50 udarcev z bičem, vendar Lewis kazen odloži.                                         |
| 11. februar  | Sacagawea rodi sina, Jean Baptiste Charbonnea, ki ga Clark poimenuje "Pompy". |
| 7. april     | S prihodom pomladi Korpus nadaljuje pot. Kobiličasti čoln je poslan nazaj po reki Missouri z dvanajstimi možmi in pošiljko za predsednika Jeffersona. "Stalna skupina" potuje proti zahodu v dveh pirogah in šestih izdolbenih kanujih.                                                                                                   |
| 25. april    | Ekspedicija doseže sotočje Yellowstone River v severozahodni Severni Dakoti, glavnega severnega pritoka Missourija. |
| 27. april    | Vstopijo v današnjo Montano. V naslednjih dneh moški opazijo črede do 10.000 bizonov. Prav tako naletijo in ubijejo svojega prvega grizlija. |
| 14. maj      | Nenadna nevihta prevrne pirogo in veliko predmetov, vključno z dnevniki Korpusa, pade v reko. Sacagawea mirno pobere večino predmetov, s čimer si prisluži Clarkovo pohvalo za hitro razmišljanje. |
| 26. maj      | Lewis prvič vidi Skalno gorovje. Njegova prvotna reakcija je veselje, vendar nato razmisli o resnih izzivih, ki jih bodo snežne gore predstavljale za njegove može. |
| 1. junij     | V severni osrednji Montani Korpus pride do nepričakovanega razcepa reke, pri čemer ena veja teče s severa, druga z juga. Glasujejo o tem, katera je Missouri. Samo Lewis in Clark sta za južno pot. Po dneh razprav in raziskovanj še eno glasovanje prinese enak rezultat. Kljub dvomom se moški strinjajo, da bodo sledili voditeljema. |
| 13. junij    | Izvidniška skupina pod vodstvom Lewisa doseže Velike slapove Missourija. Odkritje dokazuje, da so ubrali pravilno pot. |
| 17. junij    | Moški obkrožijo slapove, vlečejo svoje kanuje in opremo čez 18 mi (30 km) neravnega terena, kar je trajalo mesec in pol. |
| 8. avgust    | Sacagawea prepozna naravno tvorbo iz svojega otroštva, Beaverhead Rock, kar kaže, da so na območju, kjer severni Šošoni preživljajo poletja. |
| 12. avgust   | Lewis in trije drugi moški prečkajo celinsko razvodje pri Lemhi Pass na meji med Montano in Idahom. Medtem prispe pošiljka odprave v Belo hišo v Washingtonu, |
| August 13    | Medtem, ko je Clark na izvidniški odpravi, se Lewis sreča s šestdesetimi bojevniki plemena Šošoni. Ko ugotovijo njihove miroljubne namene, njega in njegove može sprejmejo v vas plemena. |
| August 16    | Ko se Šošoni ustrašijo, da jih bodo zvabili v past, Lewis posodi svojo puško poglavarju in njegovi možje sledijo zgledu. Ta gesta pomaga pridobiti zaupanje Šošonov. |
| August 17    | Sacagawea ima solzno ponovno srečanje s svojim bratom Cameahwaitom, zdaj poglavarjem Šošonov. Clark se vrne in s pomočjo Sacagawee se lahko Korpus pogaja za konje, potrebne za prečkanje Skalnega gorovja. |
| September 4  | Odprava se približa vzhodnemu pobočju gorovja Bitterroot in vstopi v dolino blizu Sula, Montana. Srečajo se s skupino plemena Salish]], znano tudi kot Flathead Indians in preživijo dva dni počitka in trgovanja s konji. Skupina je sestavljena iz 33 šotorov, 80 moških in skupno 400 članov.                                          |
| September 11 | Po nekaj dneh v Traveler's Rest blizu Lolo, Montana, Korpus začne prečkati Bitterroot Mountains, najnevarnejši del celotnega potovanja. V naslednjih 11 dneh se možje prebijajo skozi globok sneg. Ssestradani se zatečejo k uživanju nekaterih svojih žrebet.                                                                            |
| September 22 | Ko se pojavijo iz gora na "Weippe Prairie", odpravo sprejmejo Nez Perce Indijanci. V prihodnjih dneh vsi zbolijo zaradi prekomernega uživanja posušenih rib in kuhanih korenin, ki so jih postregli njihovi gostitelji. |
| September 26 | Skupina potuje po reki Clearwater River v Idahu, da bi postavila tabor za gradnjo kanujev, zahodno od današnjega Orofino, Idaho. Delo napreduje počasi, ko si možje opomorejo. |
| October 7    | Potovanje se nadaljuje. |
| October 10   | Odprava vstopi v današnjo državo Washington na sotočju Clearwaterja z Snake River (Lewiston, Idaho\|Lewiston - Clarkston, Washington). Sledijo reki Snake, največjemu pritoku Columbia River. |
| October 16   | Korpus doseže Kolumbijo pri današnjem[Tri-Cities, Washington. Nekaj milj južneje se Kolumbija obrne proti zahodu in je sodobna meja Oregona in države Washington . |
| October 18   | Clark skozi meglo zagleda Mount Hood, oddaljen približno 45 mi (72 km). |
| October 22   | Korpus se spusti po Celilo Falls,začetek zahrbtnega 55 mi (90 km) dolgega odseka reke Columbia. |
| 7. november  | Clark v svoj dnevnik zapiše: "Veliko veselje v taboru, vidimo ocean". Njegovo navdušenje je preuranjeno. Zagledali so ustje reke Columbia in so še vedno 20 mi (30 km) oddaljeni od Pacifika. |
| 8. november  | Valovi v estuariju postanejo prenevarni za kanuje, zato postavijo tabor. |
| 10. november | Moški poskušajo napredovati ob obali, vendar jih nevarne razmere ponovno prisilijo na kopno. |
| 12. november | Nasilna nevihta s točo, močnim dežjem in viharnim vetrom. Potem ko so vse kanuje razen enega zakopali pod skale, da bi preprečili, da bi jih zdrobili valovi in plavajoči hlodi, se po kopnem umaknejo v zaliv navzgor po reki. Tukaj so priklenjeni več dni, saj se slabo vreme nadaljuje.                                               |
| 15. november | Z izboljšanjem vremena postane estuarij ploven, kar omogoči korpusu, da doseže Pacifik. Moški pristanejo na peščeni plaži, ki jo poimenujejo "Station Camp". Naslednjih deset dni preživijo tukaj z lovom, trgovanjem z plemenoma Činuki in Klatsopi ter raziskovanjem okoliške obale.                                                    |
| 24. november | Člani korpusa glasujejo o lokaciji za zimski tabor. Sacagawea in York, Clarkov suženj, sodelujeta pri glasovanju. Po priporočilih lokalnih Indijancev izberejo lokacijo na južni strani reke (Oregon), kjer je divjadi več. |
| 8. december  | Začnejo graditi Fort Clatsop, blizu današnje Astorije v Oregonu. |
| December 30  | Dovršena je utrdba iz brun, vendar se zima izkaže za grozno, saj dežuje vse dni razen dvanajstih v njihovem trimesečnem bivanju. |

## 1806
| Datum         | Dogodek |
| ------------- | --- |
| March 23      | Korpus zapusti Fort Clatsop, željni začeti pot domov. |
| April 18      | Ekspedicija doseže Velike slapove Kolumbije. Potrebujejo konje za ponovno prečkanje Skalnega gorovja, vendar Indijanci zahtevajo visoke cene, zato kupijo le štiri.                                                                                                  |
| April 28      | Zapustijo Oregon in sledijo Kolumbiji do reke Snake v jugovzhodnem Washingtonu. |
| May 3         | Po hudi snežni nevihti se korpus sreča z že prej znanim poglavarjem Nez Perce in 10 njegovimi možmi. |
| May 5         | Ekspedicija doseže današnji Idaho, kjer se priključijo reki Clearwater. |
| May 14        | Ker so pot začeli prezgodaj, mora korpus počakati, da se stopi gorski sneg. Moški taborijo skoraj mesec dni na območju, ki je zdaj rezervat Nez Perce. |
| June 10       | Zapustijo tabor in štiri dni kasneje dosežejo gorovje Bitterroot. |
| June 24       | Korpus začne prečkati Bitterroots. S pomočjo treh vodnikov Nez Perce skrajšajo pot za 300 mi (485 km). |
| June 29       | Ekspedicija vstopi v zahodno Montano skozi prelaz Lolo. |
| July 3        | Korpus je razdeljen na dva dela, da lahko raziskujejo dodatna ozemlja. Lewis vodi eno skupino navzdol po Missouriju, medtem ko Clarkova skupina izbere južno pot, ki sledi reki Yellowstone. Med potjo se razdelijo v manjše raziskovalne skupine.                   |
| July 25       | Clark poimenuje skalno formacijo na Yellowstoneu po Sacagaweinem sinu, to mesto je zdaj znano kot "Pompeys Pillar National Monument". Clark vpiše svoje ime in datum na skalno površino, edini še preostali fizični dokaz potovanja Korpusa.                         |
| 26. julij     | Lewis in njegovi možje med jahanjem naletijo na majhno skupino bojevnikov Blackfoot. Noč preživijo skupaj, zjutraj pa sta ubita dva poglavarja Blackfoot, ko poskušata ukrasti orožje in konje skupine. V strahu pred povračilnimi ukrepi moški jahajo skoraj 24 ur. |
| 2. avgust     | Clarkova skupina doseže Misuri in vstopi v današnjo Severno Dakoto. |
| 11. avgust    | Lewisa eden od njegovih mož po nesreči ustreli v zadnjico. |
| 12. avgust    | Korpus se ponovno združi na Misuriju v zahodni Severni Dakoti blizu ustja Knife River. |
| 14. avgust    | Ekspedicija se vrne k toplemu sprejemu plemen Hidatsa in Mandan. |
| 17. avgust    | Moški nadaljujejo po Misuriju, Charbonneauja, Sacagaweo in njunega sina pa pustijo pri Mandanih. Clark ponudi, da bo vzgajal dečka, ki je zdaj star 19 mesecev. Ker jim je tok Misurija naklonjen, lahko prevozijo več kot 70 mi (115 km) na dan.                    |
| 23. september | Korpus prispe v St. Louis in uspešno zaključi svoje 8.000 mi (12.875 km) dolgo potovanje po dveh letih, štirih mesecih in 10 dneh. |
| 28. december  | Lewis prispe v Washington, D.C. Konec februarja ga Jefferson imenuje za guvernerja Zgornje Louisiane. |

## 1807
| Datum      | Dogodek                                                                                          |
| ---------- | ------------------------------------------------------------------------------------------------ |
| 15. januar | Clark prispe v Washington, D.C. Imenovan je za agenta za indijanske zadeve na ozemlju Louisiane. |